# 八州遊侠伝 男の盃
『八州遊侠伝 男の盃』（はっしゅうゆうきょうでん おとこのさかずき）は、1963年の日本映画。主演：片岡千恵蔵の「国定忠治もの」の一作品である。監督：マキノ雅弘。

## 解説
時代劇・剣戟映画で片岡は「けんか独楽の源次」に身をやつした忠治を演じている。千葉真一は現代劇に出演していたが、本作は初めての時代劇に出演し、藤純子はスクリーンデビューした。1963年（昭和38年）6月30日に、同社のフラグシップ館である東京・銀座の丸の内東映劇場を皮切りに、全国東映系で一斉公開された。

## キャスト
- 片岡千恵蔵 - けんか独楽の源次
- 千葉真一 - 佐太郎
- 志村喬 - 藤兵衛
- 鳳八千代 - お志乃
- 安中滋 - 健太
- 松浦築枝 - おすぎ
- 藤純子 - お千代
- 原健策 - 黒岩の松五郎
- 加藤浩 - 薮枯らしの辰
- 藤木錦之助 - 般若の政吉
- 川路充 - 蝮の紋七
- 戸上城太郎 - 相良伝十郎
- 堺駿二 - 豆六
- 田中春男 - 大八
- 国一太郎 - 小助
- 水島道太郎 - 江東十平太
- 熊谷武 - 吾作
- 大里健太郎 - 留吉
- 牧口徹 - 亀吉
- 山波新太郎 - A助
- 和崎俊哉 - B吉

## スタッフ
- 企画 : 玉木潤一郎、松平乗道
- 監督 : マキノ雅弘
- 脚本 : 直居欽哉、山崎大助
- 撮影 : 三木滋人
- 照明 : 中山治雄
- 美術 : 鈴木孝俊
- 音楽 : 小杉太一郎
- 録音 : 野津裕男
- 編集 : 宮本信太郎
- スチル : 宮坂健二

## 作品データ
- フォーマット : 白黒映画 - スコープ・サイズ（2.35:1） - モノラル録音
- 初回興行 : 銀座・丸の内東映劇場

## 註
1. ↑  八州遊侠伝 男の盃、キネマ旬報映画データベース、2010年2月10日閲覧。
2. ↑  藤純子、日本映画データベース、2010年2月10日閲覧。